# Bitwa pod Walcourt
Bitwa pod Walcourt – starcie zbrojne, które miało miejsce 27 sierpnia 1689 i była częścią wojny palatynackiej.

## Wstęp
Francuski marszałek d'Humières, mając przeważające siły, postanowił zaatakować wojska sprzymierzone. Zostawiając za sobą garnizony w Lille i Tournai dla osłony przed Hiszpanami, ruszył śpiesznym marszem z Maubeuge przeciwko wojskom angielsko-holenderskim, które posuwały się wolno z Namur do Philippeville. Ponieważ Wilhelm III Orański przebywał w tym czasie w Anglii, armią sprzymierzonych dowodził Waldeck. Pod rozkazami Waldecka służył Marlborough, któremu Wilhelm Orański powierzył dowództwo nad brygadą liczącą 8 000 żołnierzy. Drugim po Marlboroughu w komendzie i drugim, jeśli chodzi o zdolności wojskowe był Thomas Tollemache.

## Bitwa
Awangarda francuskiej armii zaskoczyła furażystów ochranianych przez brytyjski 16. regiment piechoty dowodzony przez pułkownika Hodgesa. Zaciekły opór jaki stawił wspomniany regiment dał czas armii sprzymierzonych na uformowanie szyków i przygotowanie się do bitwy.
D'Humières rzucił swe przednie straże na most i sąsiednie fortyfikacje w celu oczyszczenia drogi po to by przeprawić swe wojska za rzekę Eau d'Heure. Próba ta kosztowała go stratę 1000 ludzi. Wobec niepowodzenia, rozpoczął odwrót.
Około godziny 6 Waldeck wyprowadził podwójny kontratak. Holendrzy pod wodzą generała Slangenberga uderzyli na lewe skrzydło, natomiast Anglicy pod dowództwem Marlborougha na prawe. Francuzi wycofywali się, a znakomita postawa francuskiej kawalerii zapobiegła przekształceniu się odwrotu w paniczną ucieczkę. Przez kilka dni obie armie stały naprzeciw siebie, od czasu do czasu prowadząc wzajemny ostrzał artyleryjski, lecz do walk już nie doszło. D'Humières wycofał się w okolice twierdzy Skalda, natomiast Waldeck ruszył do Brukseli.